# River Garry (vattendrag i Storbritannien, Highland)
River Garry är ett vattendrag i Storbritannien. Det ligger i kommunen Highland i Skottland.